# Чолівська сільська рада
Чолівська сільська рада — колишня адміністративно-територіальна одиниця та орган місцевого самоврядування у Коростенському районі Житомирської області Української РСР з адміністративним центром у селі Чолівка.

## Населені пункти
Сільській раді на час ліквідації були підпорядковані населені пункти:
- с. Чолівка.

## Історія та адміністративний устрій
Створена 1941 року в с. Чолівка Могильнянської сільської ради Коростенського району Житомирської області.
Станом на 1 вересня 1946 року сільська рада входила до складу Коростенського району Житомирської області, на обліку в раді перебувало с. Чолівка.
Ліквідована 11 серпня 1954 року, відповідно до указу Президії Верховної ради Української РСР «Про укрупнення сільських рад по Житомирській області», територію ради та с. Чолівка приєднано до складу Могильнянської сільської ради Коростенського району Житомирської області.